# Marco Cornelio Orestes
Marco (¿?) Cornelio Orestes (en latín, ¿Marcus? Cornelius Orestes) fue un senador romano del siglo I, que desarrolló su cursus honorum bajo Nerón, el año de los cuatro emperadores, Vespasiano, Tito y Domiciano.

## Carrera política
Su único cargo conocido fue el de cónsul sufecto para el nundinum de noviembre a diciembre de 85, bajo Domicinao.